# Hanja Maij-Weggen

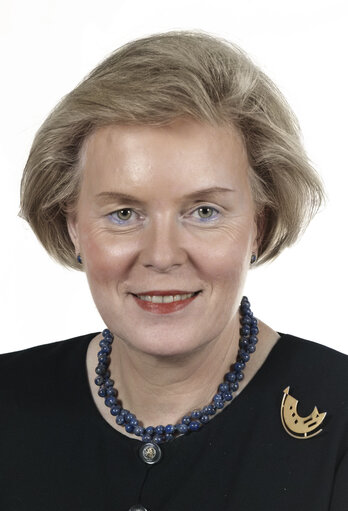
Hanja Maij-Weggen (2012)

Johanna Rika Hermanna (Hanja) Maij-Weggen (* 29. Dezember 1943 in Klazienaveen, Gemeinde Emmen) ist eine niederländische Politikerin (CDA).
Maij-Weggen arbeitete zunächst als Krankenpflegerin und in der Sozialpädagogik, später als Sekundarlehrerin und Fachhochschuldozentin. Sie gehörte zunächst der ARP an und wechselte 1980 zur CDA. Sie war von 1979 bis 1989 und von 1994 bis 2003 Mitglied des Europäischen Parlaments. Von 1989 bis 1994 war sie Ministerin für Verkehr und Wasserstraßen im Kabinett Lubbers III. Von 2003 bis zu ihrer Pensionierung 2009 war sie Beauftragte der Königin in der Provinz Noord-Brabant.